# Kostel Panny Marie Vítězné (Bílá hora)
Kostel Panny Marie Vítězné na Bílé Hoře v Řepích v městské části Praha 17 je poutní místo poblíž dějiště bitvy na Bílé hoře. Nachází se severně od ulice Karlovarská (nedaleko tramvajové smyčky) a jihovýchodně od vlastní Bílé hory na katastrálním území Řep, je také jednou z nejdůležitějších památek této čtvrti. Poutní areál s kostelem Panny Marie Vítězné je od roku 2018 národní kulturní památkou.

## Stavební vývoj

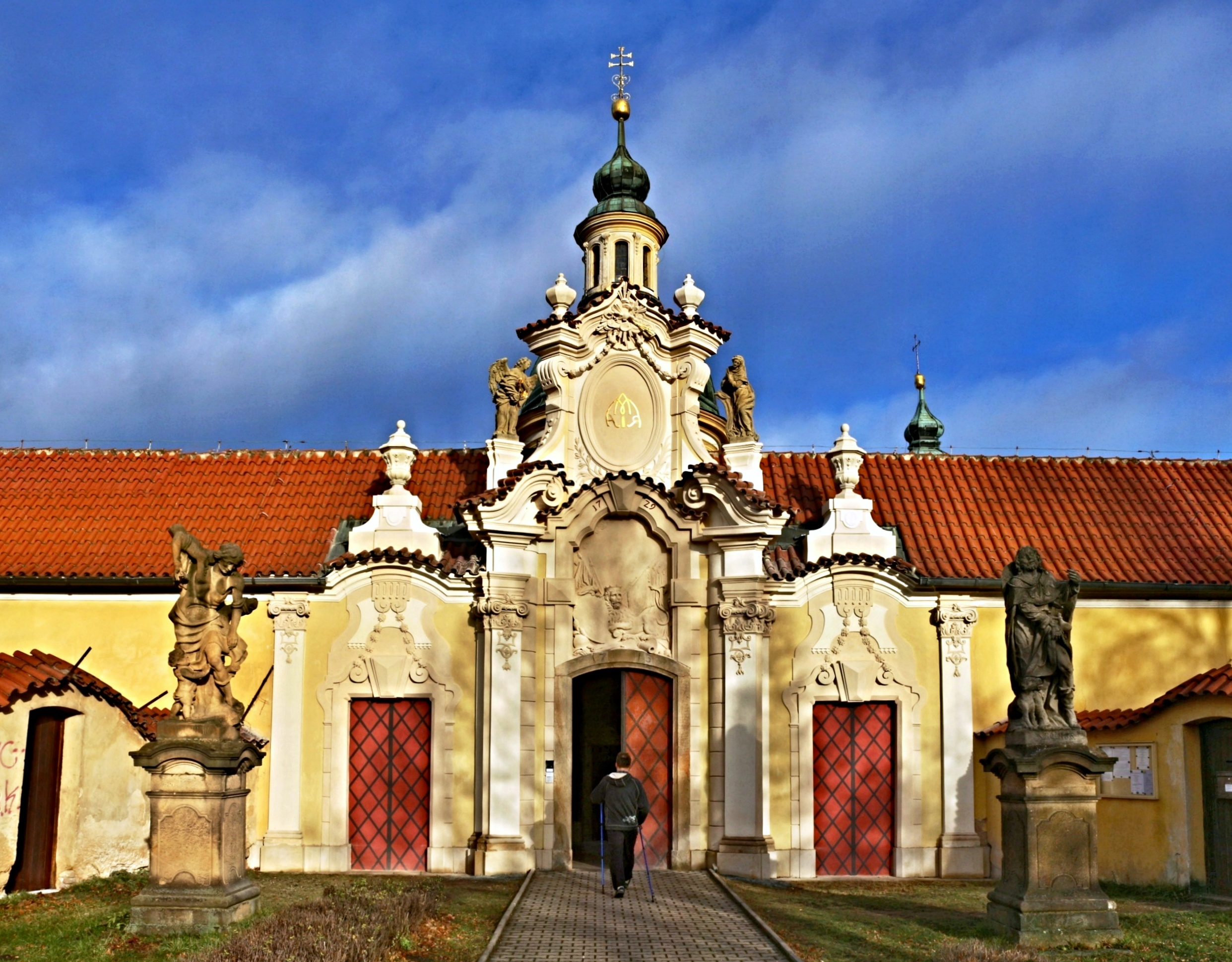
Hlavní (jižní) vstupní portál

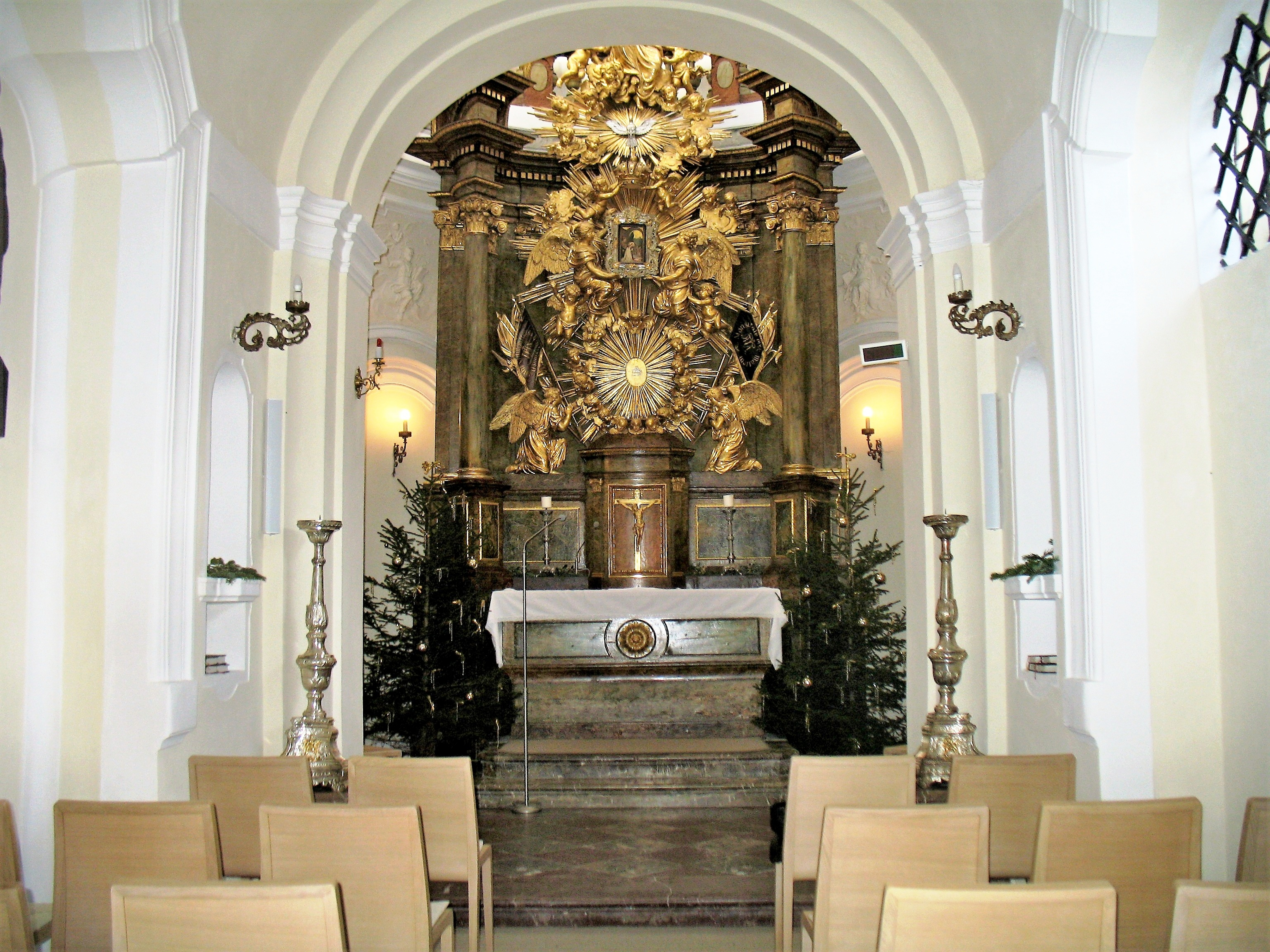
Interiér kostela

Předchůdcem kostela Panny Marie Vítězné byla jednoduchá kaple na obdélném půdorysu vystavěná po bitvě na Bílé hoře mezi lety 1622–1624. Autora stavby, jež je zachována ve zdivu západní části dnešního kostela, neznáme. Kaple sloužila jako místo uložení ostatků vojáků, které nebyly řádně pohřbeny a zůstaly v okolí Bílé hory ještě dlouho po bitvě.
V roce 1628 se na popud císaře Ferdinanda II. započalo se stavbou kláštera servitů, situovaného východně od stávající kaple. Zamýšlený klášterní kostel Panny Marie měl připomínat slavné vítězství císařských vojsk a katolické církve. Při pokládání základního kamene 25. dubna 1628, kterého se účastnil i císař Ferdinand II. s manželkou Eleonorou a synem Ferdinandem III., byla do základů vložena pamětní medaile, zachycující plánovanou podobu kláštera. Klášter však nebyl dostavěn a budovy došly jiného využití.
Původní kaple byla poškozena při vpádu Švédů roku 1634 a následně přeměněna na kostnici. V roce 1704 byla už značně zchátralá kaple přestavěna bavorským zedníkem Michaelem Hagenem, zasvěcena sv. Václavovi a bylo povoleno sloužit v ní mše. Datum vysvěcení kaple, 8. prosince 1704, je vytesáno v nadpraží vchodu. Stavba byla dále postupně rozšiřována. Pravděpodobně už v letech 1705-6 byl ke kapli přistavěn osmiboký presbytář s nízkou kupolí a lucernou. Takto nově vzniklá svatyně, zasvěcená nyní Panně Marii Vítězné, byla vysvěcena pražským biskupem Vítem Seiplem dne 8. srpna 1706.
Roku 1708 započala východně od osmibokého presbytáře stavba sakristie. Ta byla spolu s kůrem dokončena o rok později. Následně, v roce 1710, byla ke kněžišti na jihu přistavěna oktogonální kaple sv. Rozálie (od roku 1728 sv. Feliciána). V severovýchodním koutě budoucího ambitu byla téhož roku založena kaple sv. Vojtěcha. Roku 1712 bylo kněžiště rozšířeno o kapli sv. Hilária na severní straně, byla započata stavba kaple sv. Jana Nepomuckého v jihovýchodním koutě budoucího ambitu a začalo se se stavbou obvodní zdi, ta byla dokončena v roce 1713. Třetí kaple, zasvěcená Nejsvětější Trojici byla založena roku 1713. Poslední jihozápadní koutová kaple ambitu, kaple sv. Václava byla vystavěna v roce 1714. Téhož roku byla stržena stará kupole kostela a vystavěná nová, vyšší, dokončená roku 1715. V roce 1720 se začalo se stavbou arkád ambitu. Stavba ambitů včetně křídel spojujících ambit s kostelem byla ukončena v roce 1729.

### Kaple Božího hrobu

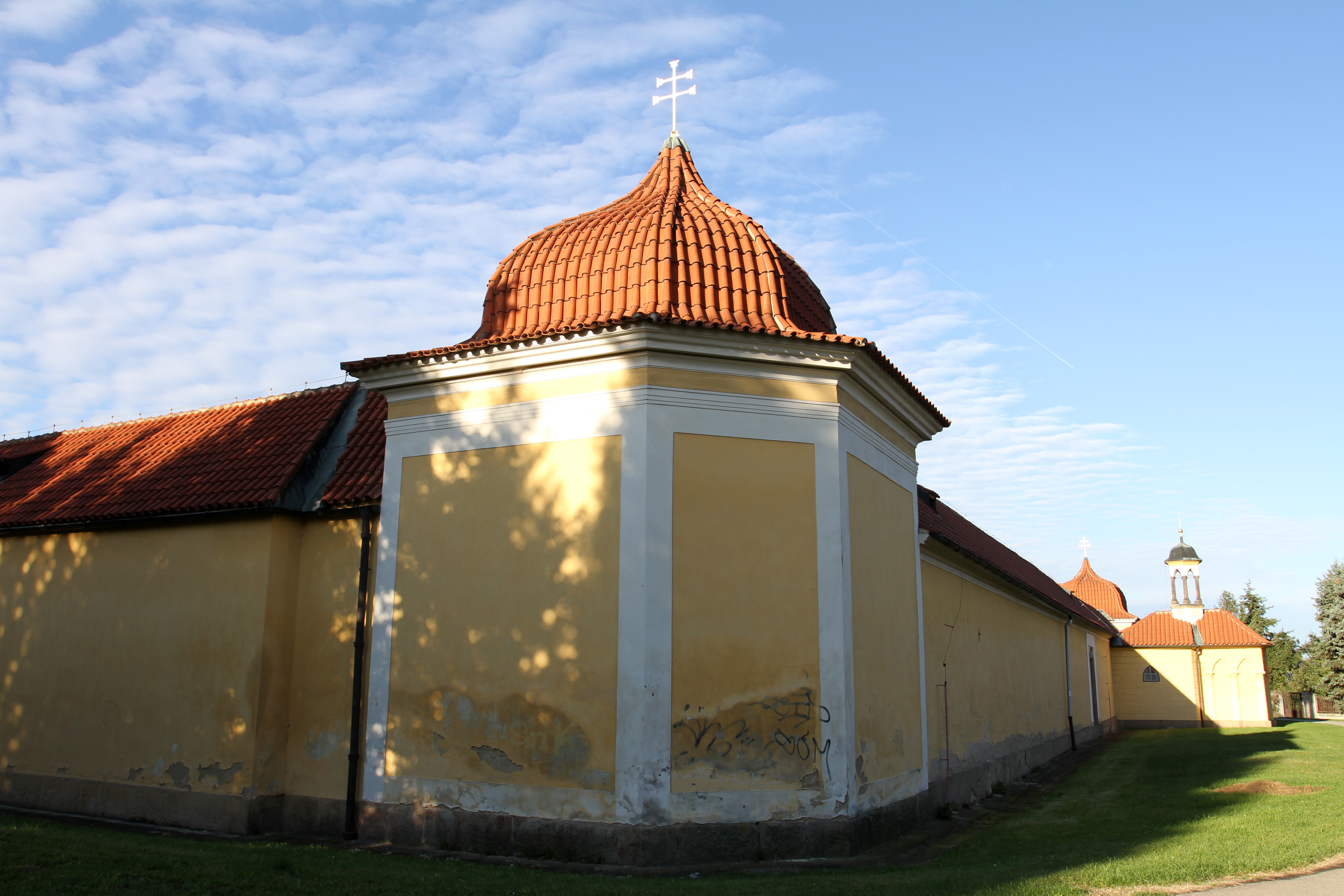
Kaple Božího hrobu, vpravo u severní zdi

Na vnějšku severní strany ambitů byla zbudována kaple Božího hrobu podle vzoru kaple uprostřed Chrámu Božího hrobu v Jeruzalémě. Mohla být postavena mezi lety 1750–1785. Na Birckhardtově mědirytu podle Lanovy kresby v roce 1723 je zobrazen již hotový areál kláštera se všemi dostavbami, zatím ale bez této kaple. Ta není ani na přiloženém půdorysu a není ani na kresbě od F. B. Wernera z roku 1752. Když Josefem II. zrušený klášter převzala náboženské matice, provedla roku 1786 soupis majetku a následně areál prodala v dražbě Josefu Ulrichovi, sládkovi z Motola. Na situačním plánu bělohorského areálu narýsovaném a kolorovaném Franzem Zachem v roce 1793 je již půdorys kaple spolu s přístavkem patrný.
Kaple byla postavena patrně podle Santiniho stavby u křižovníků na Novém Městě Pražském, která se odlišuje od ostatních kaplí tohoto typu postavených v Českých zemích. Je to podélná stavba zakončená presbytářem s dvěma stranami polygonu a rozdělená na dvě prostory – přední Andělskou kaplí se prochází do hrobové komory. Na její západní straně je k ní přistavěn objekt Olivetské hory. Cihlová stavba má omítnuté zdivo, po celém obvodu jsou do omítky vyryty falešné rýhy, které imitují kvádříkové členění. Andělská kaple má čtvercový půdorys, pak pokračuje mírně ustoupený presbytář zvýrazněný slepou arkádou, jejíž lomené oblouky nese sedm polosloupků toskánských hlavic. Doprostřed střechy je umístěna baldachýnová edikula sestávající z arkády šesti tesaných sloupků. Helmicovou stříšku původně zdobil půlměsíc, při opravách v roce 1902 jej nahradila makovice s křížkem. Do kaple se vchází ze severního ambitu, kde je malbami na stěnách znázorněn Pašijový cyklus a kde do jednoho z výjevů zasahuje vstupní portálek kaple. Místo scény Ukřižování, které bylo později přemalováno, bylo určeno k založení samotné kaple.
V roce 1885 byla kaple vymalována pražským malířem Gotliebem a krucifix nad vstupem spolu se sochou Krista na Olivetské hoře byly vyčištěny. Téhož roku během Postního týdne byl opraven také její oltář pražským pozlacovačem Růžičkou. O deset let později byla kaple opravena malířem Oberstem. V roce 1902 byl na baldachýnovou věžici instalován kříž od Josefa Kosiny z Ruzyně a makovice ze zinku od klempíře Otta z Tejnku. Oba byli vyplaceni 47 korunami. Ott také upevnil nový okap za 105 korun. Všechny práce byly vypláceny z peněz shromážděných kostelními sbírkami.

## Otázka autorství
Dříve byl za autora projektu komplexu poutního kostela Panny Marie Vítězné považován pouze hradčanský malíř Kristián Luna.[zdroj?] Dnešní bádání předpokládá, že se Luna podílel buď na první etapě výstavby společně s novoměstským zedníkem Jindřichem Klingenleitnerem, nebo že prvé stavby koncipoval. Projekt ambitů s koutovými kaplemi a centrální kupole s vysokým tamburem, vyznačující se vyšší uměleckou kvalitou, než mají dříve vybudované části, je připisován Janu Blažeji Santinimu Aichlovi, nicméně to není potvrzeno dobovými písemnými dokumenty.

## Výzdoba

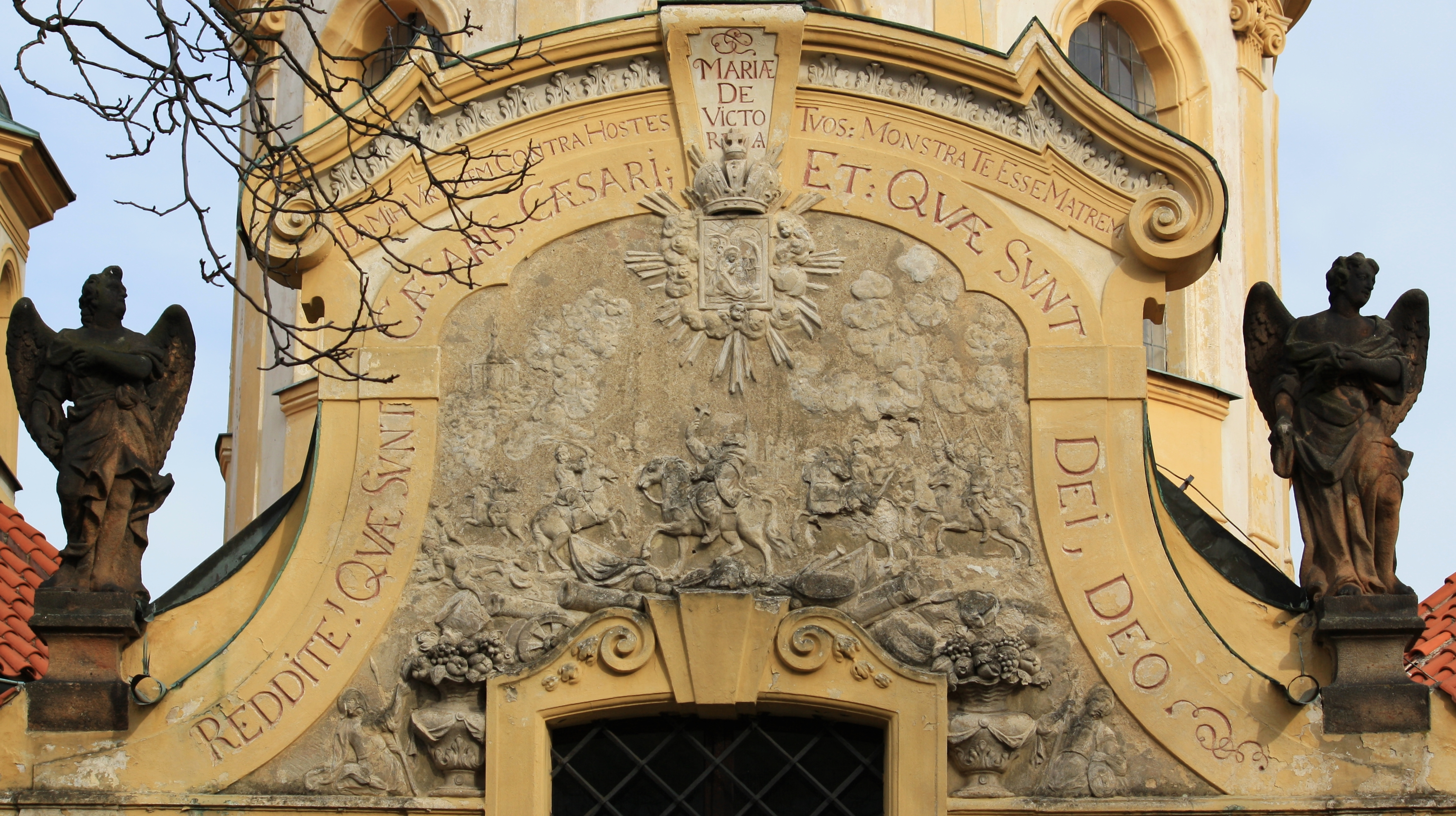
Reliéf znázorňující nástup vojsk do bitvy

### Exteriér

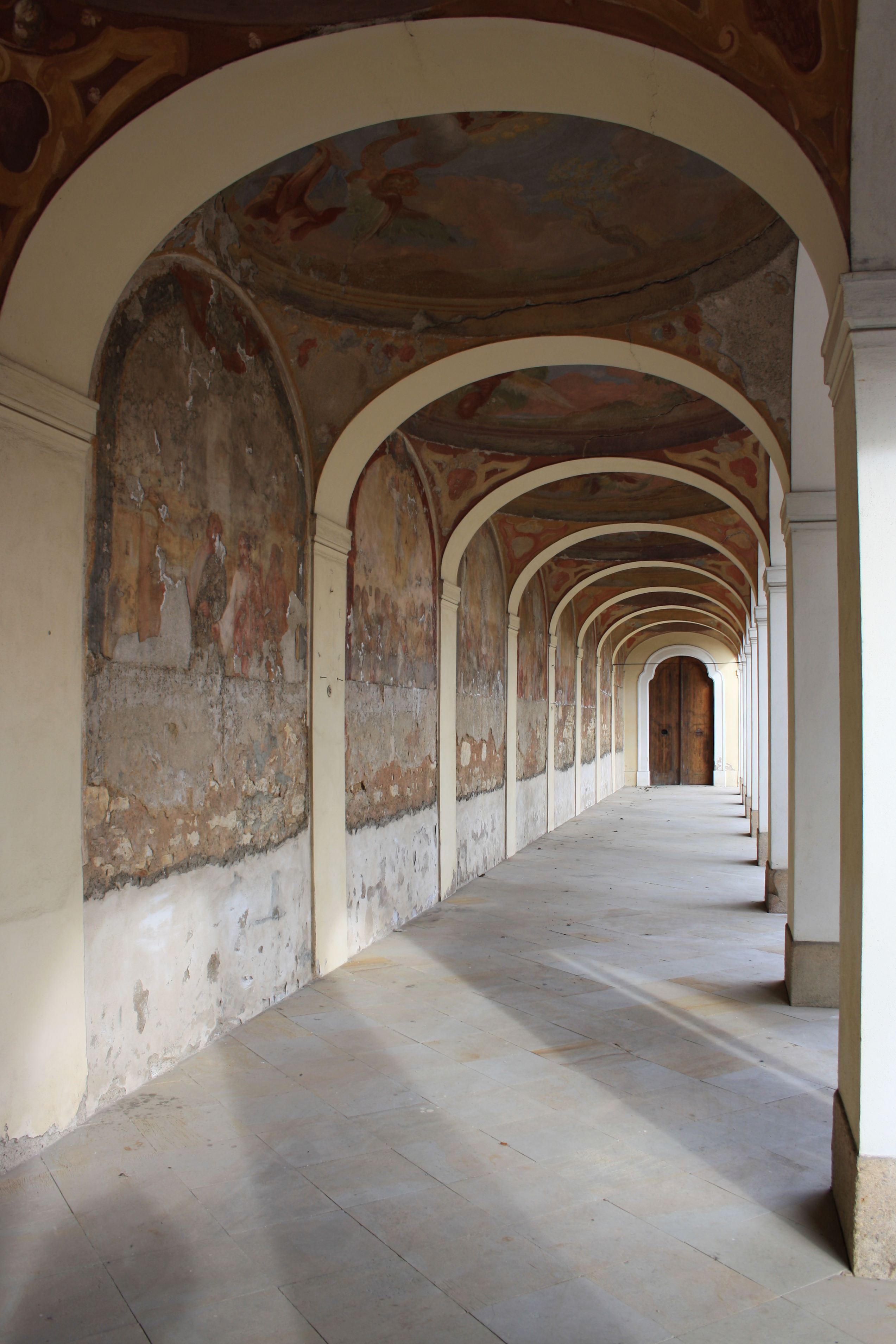
Ambit

Nejzdobnější částí stavby je hlavní jižní portál se štítovým nástavcem a sochami andělského pozdravení (1729). Před portálem jsou po stranách osazeny sochy patronů proti moru z roku 1751, sv. Rocha a sv. Šebestiána. Štít západního průčelí kostela zdobí štukový reliéf s bitevním výjevem u Bílé hory, nad nímž se ve slávě vznáší korunovaný obraz Panny Marie Vítězné, katolickému vojsku vévodí karmelitán a křížem v pozdvižené pravici zahání protestanty na útěk. Nápis cituje slova evangelia, připadající na neděli v den bitvy: „Dejte císaři, co je císařovo, a co je božího, Bohu.”

Původně bylo nádvoří kostela ještě osazeno sochami sv. Josefa, sv. Františka Serafínského, sv. Antonína Paduánského, sv. Jana Nepomuckého a pátera Dominika à Jesu Maria, který v bitvě roku 1620 povzbuzoval císařské vojsko. Tyto sochy se do dnešní doby nedochovaly. Ambit byl vymalován v letech 1735–1740 obrazy mariánských poutních míst Čech, Moravy, Slezska, Lužice a Bavorska. Malby jsou připisovány Johannu Adamu Schöpfovi, ale pro silné přemalby nelze jeho autorství prokázat.[zdroj?]

### Malby v interiéru
Ve střední kupoli kostela se nachází freska Oslavení církve českými patrony z roku 1728 od bavorského malíře Kosmy Damiána Asama. Boční kupole zdobí fresky zachycující bitvu na Bílé Hoře od Václava Vavřince Reinera (1718) a Johanna Adama Schöpfa. Na hlavním oltáři je umístěna kopie tzv. Strakonického obrazu (Adorace narozeného Krista), kterou nechal v roce 1708 v Římě namalovat Pavel Hagen (bratr zedníka Michaela Hagena) jako připomínku zázračného přispění Panny Marie v bělohorské bitvě.

## Ekumenický hrob

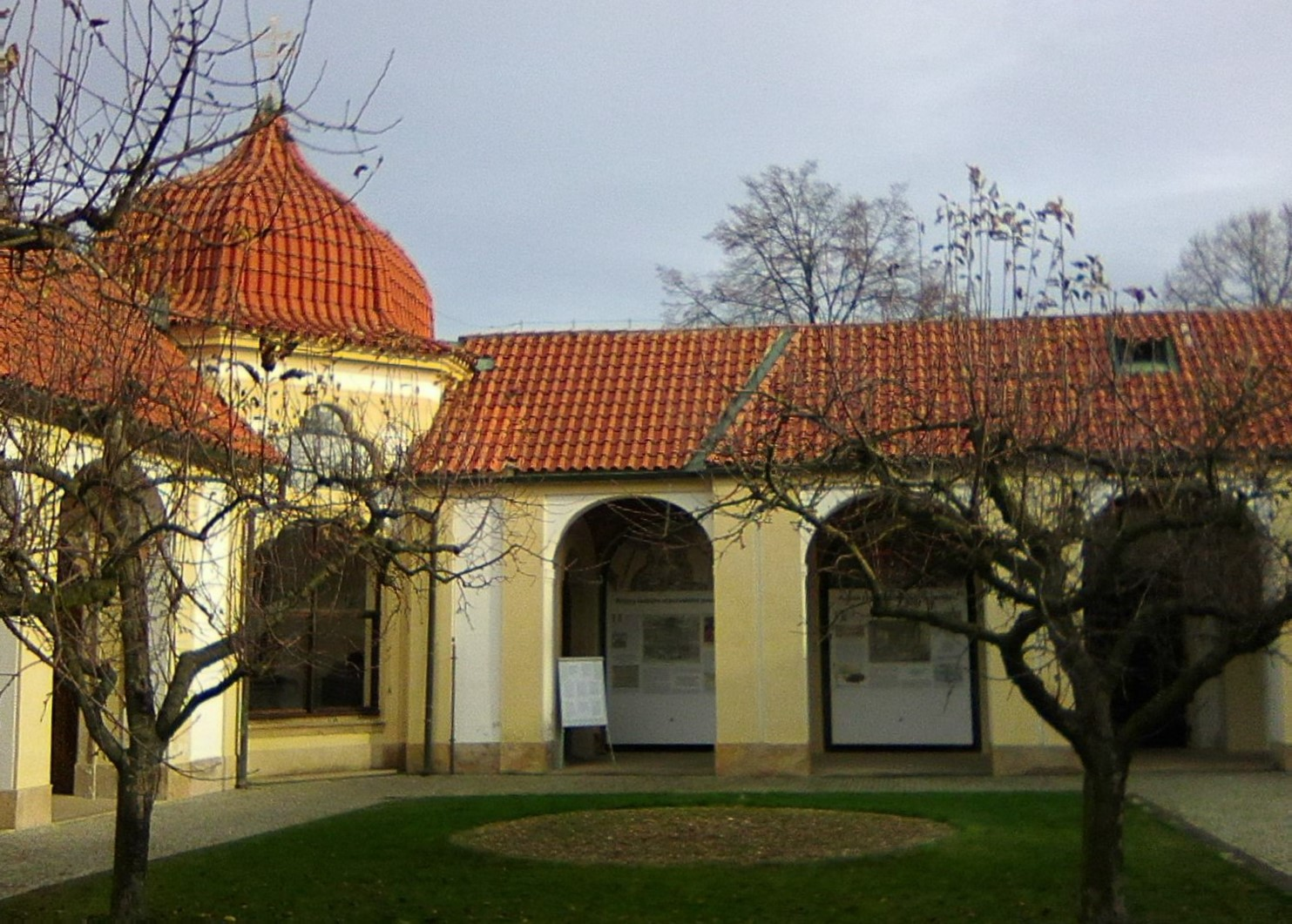
Kruh v trávě... a informační panely

V roce 1999 byl v areálu poutního místa vytvořen ekumenický hrob vojáků padlých v bělohorské bitvě. Ostatky vojáků byly převezeny z Vojenského historického ústavu – kde se jednotlivé nálezy, objevené při různé stavební činnosti v místech bitvy, hromadily. Celkem byly na různých místech a v různé době nalezeny pozůstatky 42 mužů a dvou žen. Nemalý podíl na vzniku tohoto hrobu má Jan Pavel II. a jeho omluvy. Ostatky padlých ukládal do země kardinál Miloslav Vlk. V centrální evidenci válečných hrobů je tento evidován pod číslem CZE0017-53561. V roce 2016 byl vzhled pietního místa změněn, autory nové podoby jsou Václav Cigler a Michal Motyčka. Jedná se o kruh z udusané hlíny symbolizující podupaná a nejen bitevní pole.

## Poutní kostel dnes
Od roku 2007 žije v areálu komunita sester benediktinek česko-německého opatství Venio. V jeho čele v současnosti stojí abatyše Francesca Šimuniová. Vstup do areálu je možný v době konání pravidelných mší nebo večerních modliteb (nešpor). Areál kostela Panny Marie Vítězné, zapsaný v Ústředním seznamu kulturních památek České republiky, byl od 1. července 2018 prohlášen národní kulturní památkou.

## Zajímavosti
Panně Marii Vítězné a Strakonickému obrazu, nesenému v bitvě na Bílé Hoře, byla zasvěcena 37. kaple Svaté cesty z Prahy do Staré Boleslavi, která byla založena jezuity v roce 1674.

## Galerie

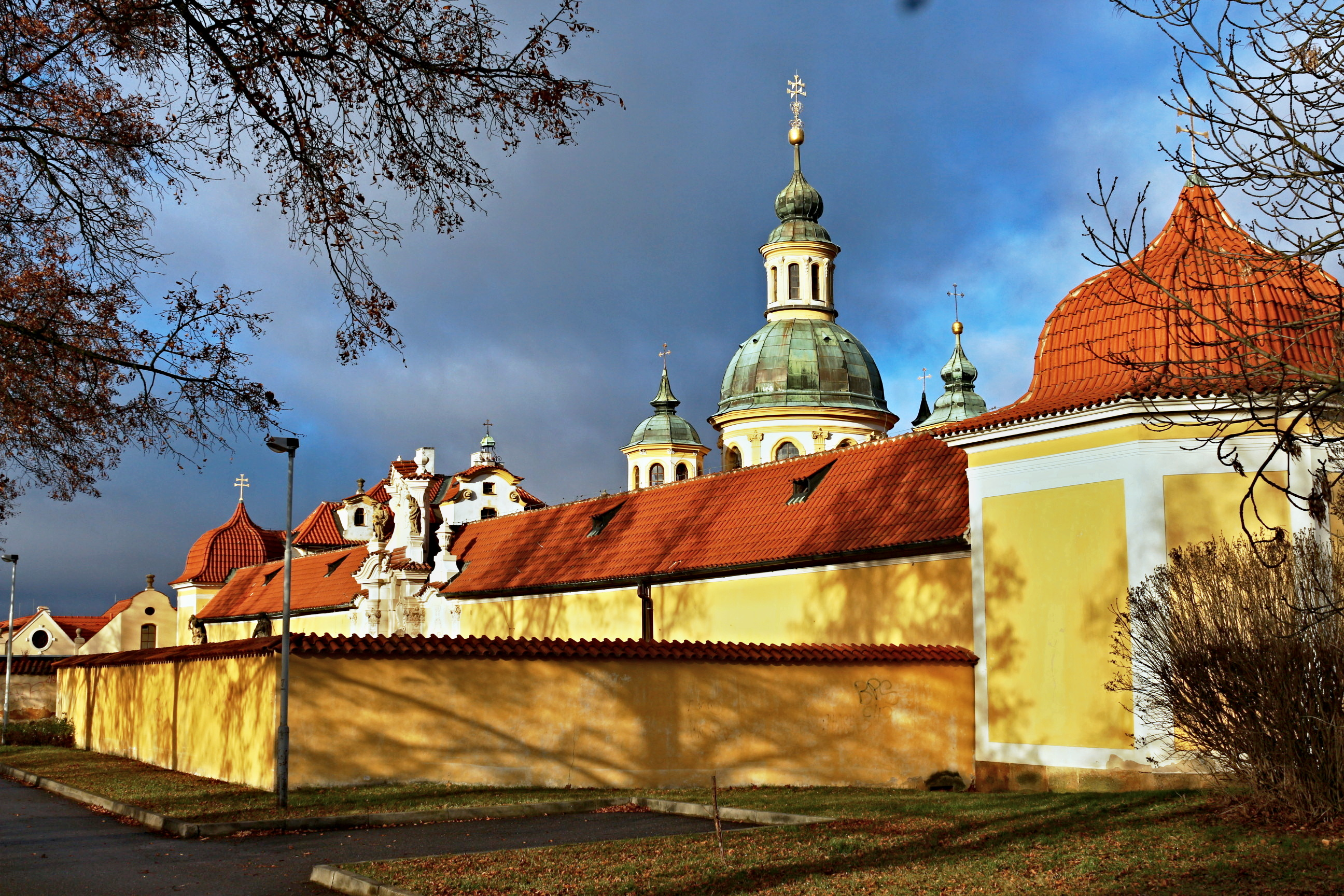
Celkový pohled na areál kostela
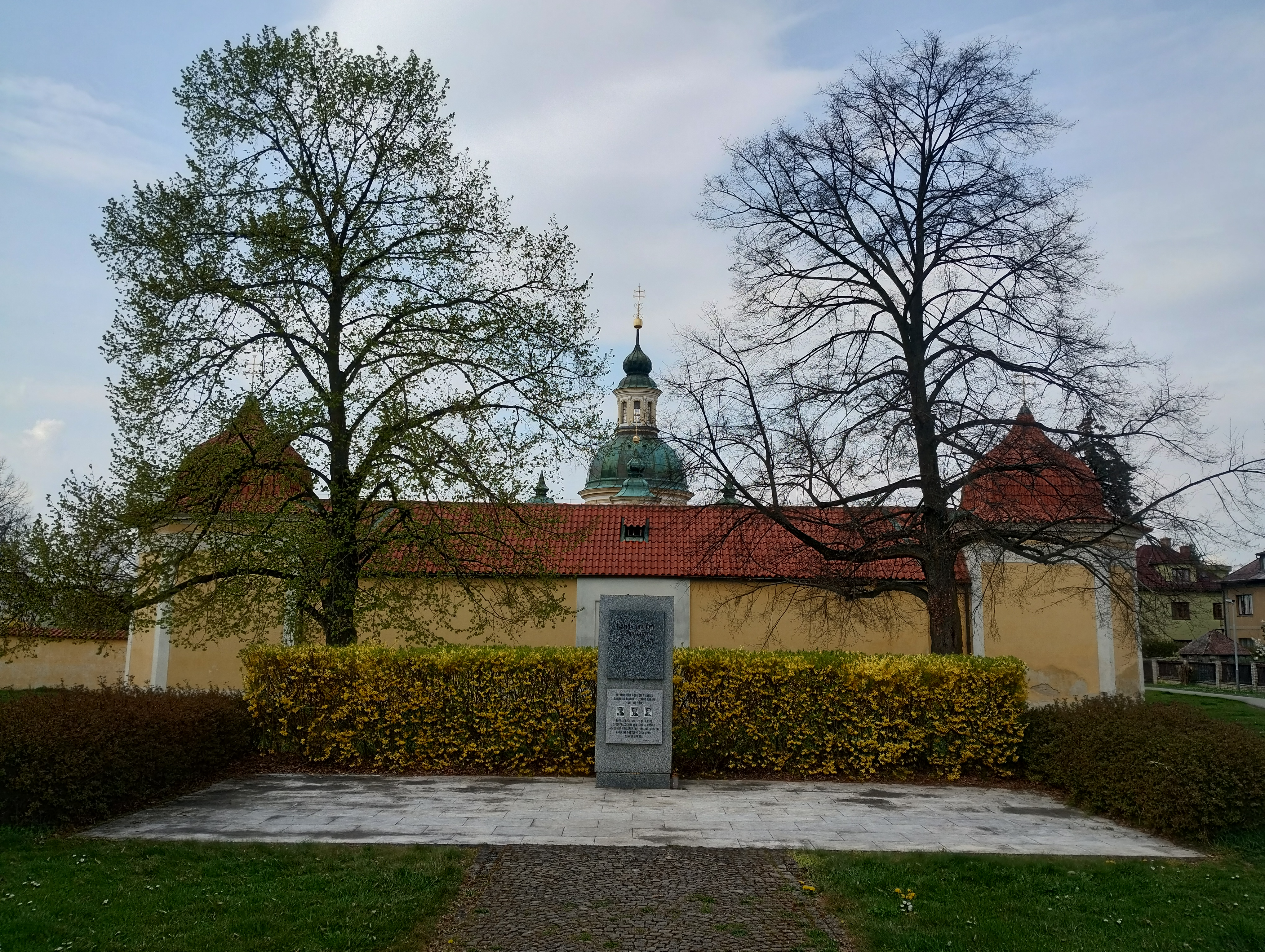
Pohled na kostel od pomníku obětem 2. světové války
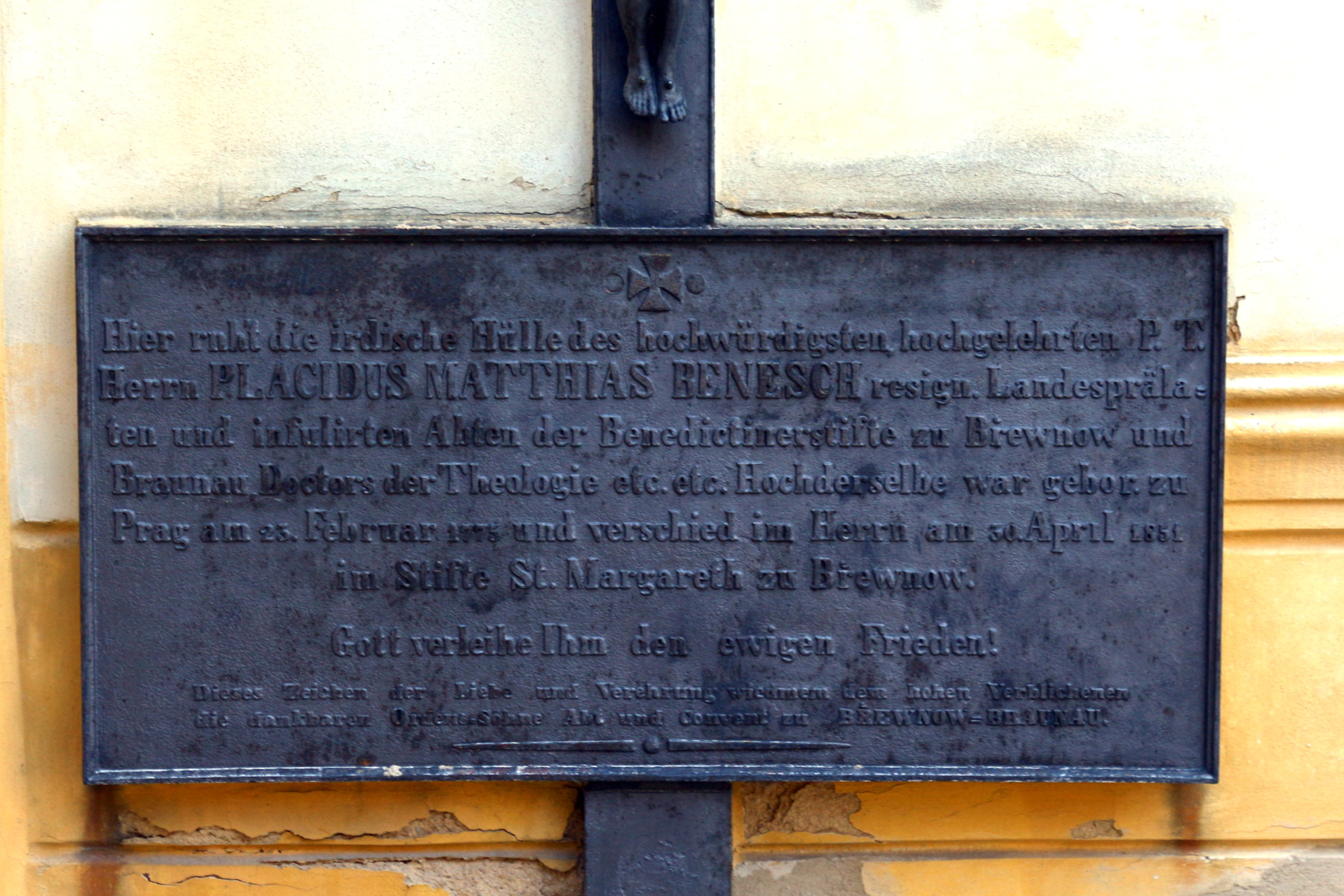
Náhrobník Placida M. Beneše, opata Břevnovnského kláštera
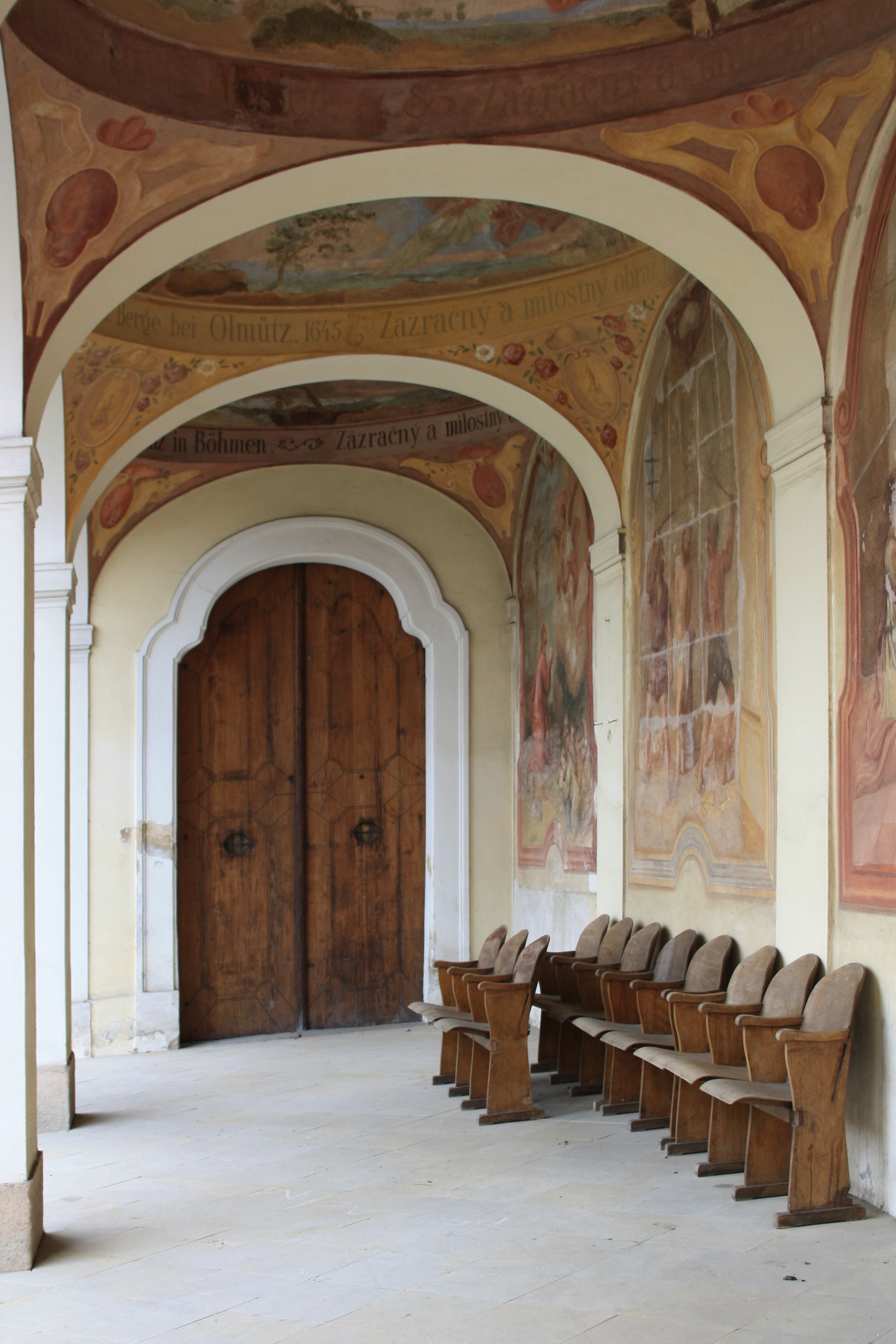
Lavice v ochozu
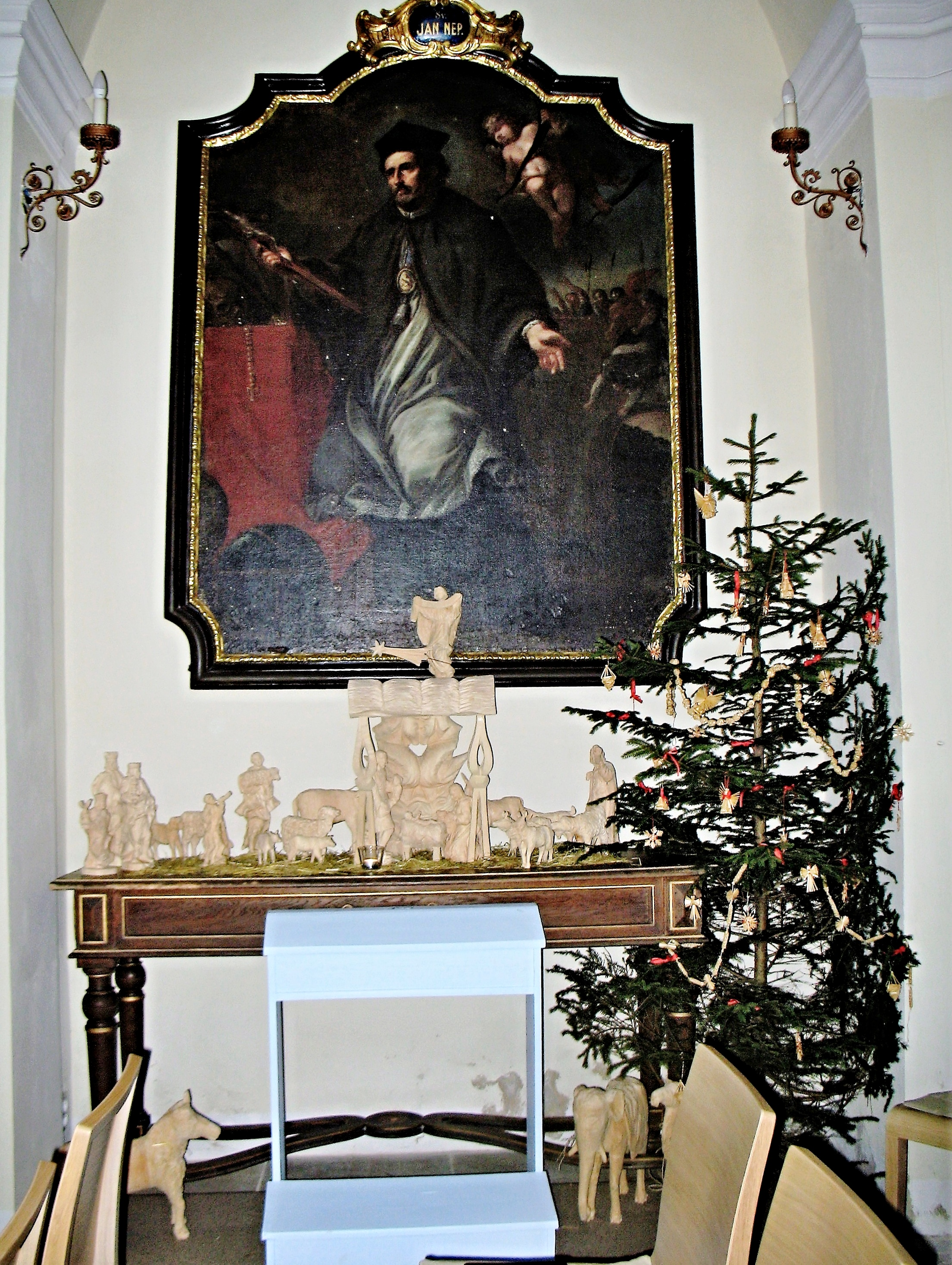
Jesličky v interiéru kostela (Vánoce 2019)
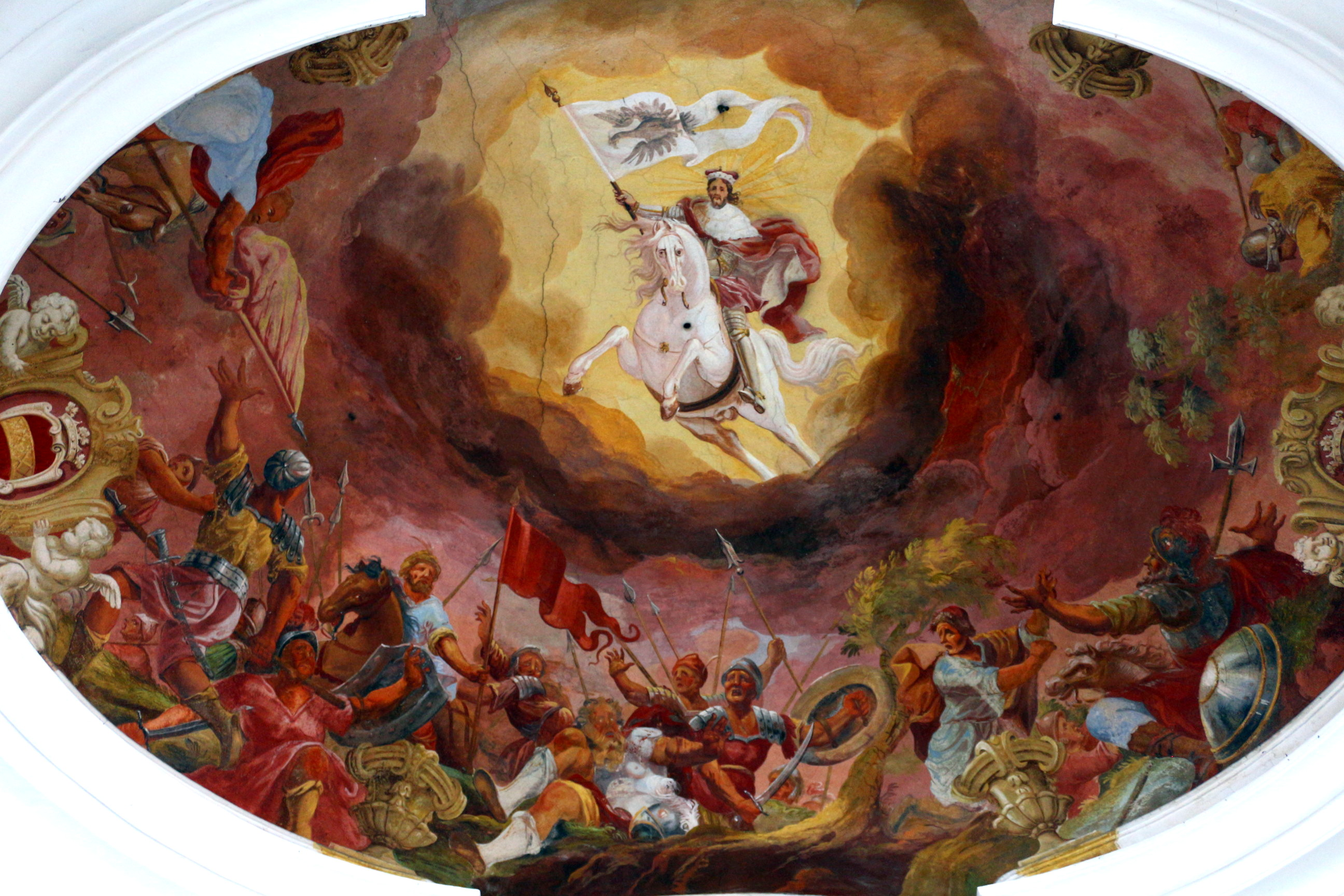
Vyobrazení sv. knížete Václava přijíždějícího k bitvě
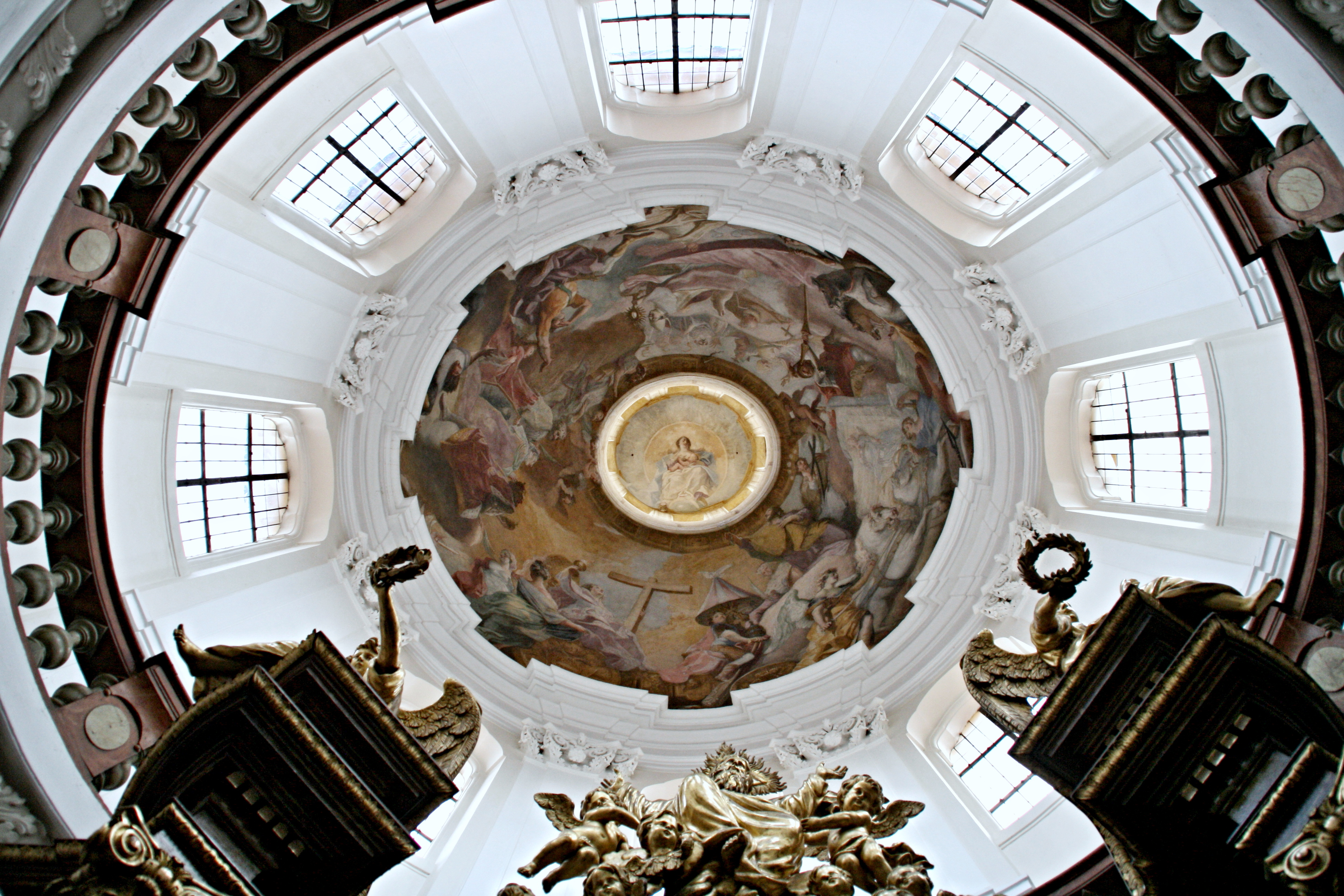
Pohled do kupole kostela
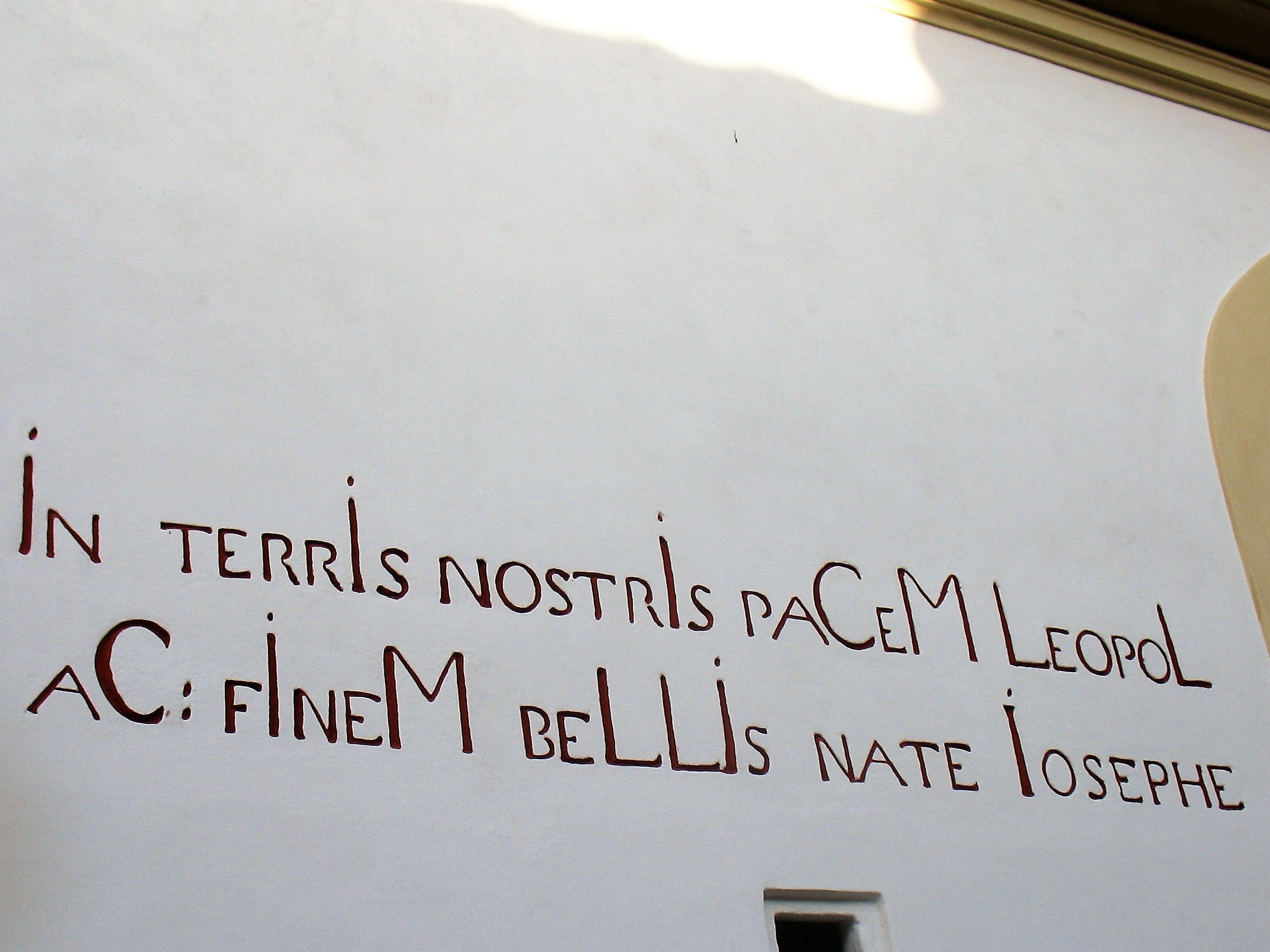
Chronogram na jižním průčelí lodi kostelíka: In terris nostris pacem Leopolde parabis / ac finem bellis nate Iosephe dabis [pozn. 1]